# Fronteras de Turquía
Las fronteras de Turquía son los límites internacionales que dicho país comparte con sus estados vecinos. A través de estos, Turquía se presenta como un cruce de caminos entre Europa y Asia de oeste a este, y entre el mar Negro y el mar Mediterráneo de norte a sur. Turquía ocupa, por tanto, una posición destacada en el patrón de tensiones del Mediterráneo oriental.

## Fronteras
Turquía limita con Armenia, Azerbaiyán, Bulgaria, Georgia, Grecia, Irán, Irak y Siria, tiene fronteras terrestres con una longitud total de 2816 km.
- Frontera entre Armenia y Turquía
- Frontera entre Azerbaiyán y Turquía
- Frontera entre Bulgaria y Turquía
- Frontera entre Grecia y Turquía
- Frontera entre Georgia y Turquía
- Frontera entre Irán y Turquía
- Frontera entre Irak y Turquía
- Frontera entre Siria y Turquía

## Historia
Turquía tiene fronteras centenarias, estabilizadas a lo largo de la historia; las fronteras de Turquía con Grecia (206 kilómetros) y Bulgaria (240 kilómetros) fueron establecidas por el tratado de Constantinopla (1913) y luego confirmadas por el tratado de Lausana en 1923. Esta frontera con Grecia fue disputada recientemente por Turquía en mayo de 2020.
Los tratados de Moscú de 1921 y de Kars con la Unión Soviética definieron las fronteras actuales de Turquía con Armenia (268 kilómetros), Azerbaiyán (9 kilómetros) y Georgia (252 kilómetros). La frontera iraní de 499 kilómetros se estableció por primera vez mediante el tratado de Kasr-ı Şirin de 1639 y se confirmó en 1937. Con la excepción de Mosul, Turquía cedió los territorios de los actuales Irak y Siria con el tratado de Lausana en 1923. En 1926, Turquía cedió Mosul al Reino Unido a cambio del 10% de los ingresos petroleros de Mosul durante 25 años. Siria (desde 1990) no reconoce su frontera con Turquía debido a una disputa sobre la transferencia de la provincia de Hatay en 1939 luego de un referéndum que favorecía la unión con Turquía.
Si Turquía es mayoritariamente asiática, incluye una parte occidental en el continente europeo, donde los límites con Bulgaria también datan de los acuerdos de Lausana (1923). Turquía está atravesada de noreste a suroeste por el estrecho del Bósforo y el estrecho de los Dardanelos. Este es uno de los únicos grandes estados del mundo fragmentado por una frontera natural entre dos continentes, puntos de cruce para la navegación internacional, lo que provocó muchas tensiones en el siglo XX. En el sureste de Turquía, las dificultades fronterizas también son muy agudas, especialmente a través de la minoría kurda que vive en territorios transfronterizos ubicados en Siria, Irak, Irán y la parte occidental de Turquía. Con la guerra en Siria y la lucha contra el Estado Islámico, la frontera entre Siria y Turquía ha estado sujeta a tensiones y movimientos militares desde la década de 2010. Es también en el suroeste de Turquía donde la cuestión del agua ha cobrado relevancia, con la construcción de la presa de Atatürk (1983-1993), cuya retención de agua para riego y electricidad ha creado tensiones fronterizas con Siria e Irak, estados ubicados aguas abajo del desarrollo y que han denunciado la falta de disponibilidad de agua inherente a la presa.
En el mar Mediterráneo, también hay que tener en cuenta la línea verde, frontera que se extiende sobre la isla de Chipre y que separa Chipre del Norte de la República de Chipre desde la ofensiva turca de julio de 1974, y cuyo límite cruza el centro de la ciudad de Nicosia. Finalmente, la frontera entre Armenia y Turquía — a pesar de que fue reconocida por Ankara en 1991 — fue objeto de tensiones durante la guerra entre Armenia y Azerbaiyán, este último apoyado por Turquía.

### Artículos relacionados
- Geografía de Turquía
- Geografía de Medio Oriente
- Política exterior turca